# بتلوموني ليه (أغنية)
بتلوموني ليه أغنية للمغني المصري عبد الحليم حافظ من ألحان كمال الطويل وكلمات مرسي جميل عزيز. صدرت 6 أبريل 1959 في فيلم حكاية حب للمخرج حلمي حليم.

## الملحن: كمال الطويل (1923 – 2003)
ملحن ومؤلف موسيقي مصري، في بداية حياته الفنية ارتجل بعض الألحان وذهب بها إلى الشيخ زكريا أحمد ليسمع رأيه، لكن الشيخ زكريا باغته بنصيحة قاسية، قال له اذهب لتتعلم العود أولًا. التحق بمعهد الموسيقى العربية بالإسكندرية عام 1946، التقى أثناء دراسته بعبد الحليم حافظ وانعقدت بينهما صداقة فنية امتدت لعقود وكان أول من لحن له. كان لحن «بتلوموني ليه» من مقام (الكرد) وهو من أشهر المقامات الموسيقية وأسهلها في السلم الموسيقي، وهو أحد المقامات الموسيقية الشرقية والتي لا تحتوي على الربع تون.

## المؤلف: مرسي جميل عزيز (1921 - 1980)
شاعر وكاتب أغاني مصري، حفظ الكثير من آيات القرآن الكريم في صغره، كما حفظ المعلقات السبع كاملة وقرأ لكثير من الشعراء يتقدمهم بيرم التونسي. كتب ميلاده الفنى في عام 1939 عندما غنى له عبدالعزيز محمود من تلحينه، أغنية «يامزوق ياورد في عود». يطلق عليه «شاعر الألف أغنية». سألته مذيعة بأحد البرامج الأذاعية عن استقباله للفنان عبد الحليم فقال: «عندما جاء لي الشاب النحيل عبدالحليم شبانة بصحبة الموسيقار محمد الموجي استقبلته في بيتي، وأقمت سهرة فنية كما طلب الموجي وغنى الولد» ولد الهدى«لأم كلثوم، وأصبت بحالة ذهول، واندهش الحاضرون من أدائه وصوته السليم في أداء الأغنية، وطلب مني الموجي كتابة أغانى لحليم، ورديت وقلت أتمنى ذلك». قام عزيز بكتابة أول أغنية لعبد الحليم، «مالك ومالي يا أبو قلب خالي»، ثم توالت بعد ذلك الأغنيات التي قام بتأليفها ورسمت مشوار عبد الحليم، الذي كان له النصيب الأكبر من أعمال عزيز، حيث غنى من كلماته 35 أغنية. في فيلم «حكاية حب» هناك أربع أغان من جملة خمس أغاني من تأليف مرسى جميل عزيز. كتب جليل البنداري الكاتب والصحافي والناقد الفني المصري أن كلمات الأغنية منقولة من أغنية كتبها سعد عبد الرحيم ولحنها عبد العظيم محمد وغنتها «رجاء عبده» تقول في مطلعها «بتلوموني ليه، روحوا لوموه هو».

## الأغنية والفيلم
قام عبد الحليم حافظ بتمثل 16 فيلم، وفيلم «حكاية حب» عام 1959 هو فيلمه رقم 11. غنى بدون تمثيل في 4 أفلام، كما ظهر في فيلم «إسماعيل يس بوليس حربي» عام 1958 وفيلم قاضي الغرام عام 1962  كضيف شرف. شارك في أغاني عبد الحليم في فيلم «حكاية حب» ثلاثة ملحنين (كمال الطويل ومحمد الموجي ومنير مراد) ليقدموا خمسة أغاني بالإضافة للموسيقى التصويرية للموسيقار اليوناني المصري  أندريا رايدر، الذي كتب الموسيقى التصويرية لعدد 67 فيلم مصري.
يظهر في الفيلم الممثل السوداني إبراهيم خان في دور صغير، كما يظهر الممثل سمير صبري في دور كومبارس، وتظهر الإذاعية آمال فهمي وهي تسجل مع عبد الحليم في الشارع، المشهد صغير لم يتجاوز الدقيقتين يضم لقاء عبد الحليم والممثل الكوميدي عبد السلام النابلسي في لقاء ببرنامج «على الناصية» مع آمال فهمى، وقد أدت حركات النابلسى الكوميدية في اللقاء إلى الضحك المستمر لآمال فهمى مما اضطر المخرج حلمى حليم إلى إعادة تصوير المشهد عشرين مرة.
قالت مريم فخر الدين عن تجربة فيلم «حكاية حب» وهي التجربة الفاصلة في حياتها: "عندما بدأت فيلم حكاية حب مع عبد الحليم حافظ أصبحت من ألمع النجمات في الاستديوهات، وبدأ يأتي لزيارتي نجوم كبار في السياسة والأدب والصحافة، ويومًا حضر يوسف السباعي في الأستديو وقال لي: مبروك، وجلس معي وتحاورنا وكذلك على أمين وشقيقه مصطفى أمين وإسماعيل الحبروك، وقال لي حلمي حليم: "مش عيب عليكي يا مريم كل الناس دية تيجي لتهنئك وأنتي متعزميش عليهم بأي حاجة، انتي بخيلة؟ فضحكت وقلت له: "وكيف يحدث ذلك وأنا كل مصروفي ربع جنيه فقط؟ أجيب لهم منين قيمة الضيافة؟ فقال لي: معقولة أنت نجمة وأجرك 3 آلاف جنيه فحكيت له حكاية زوجي وقتها محمود ذو الفقار الذي يحصل على كل فلوسي"، وأثناء تصوير فيلم «حكاية حب» جاء لي منتج وعرض على فيلمًا جديدًا فقلت له أريد أجرًا 6 آلاف جنيه فوافق ووقعت العقد".

## خلفية الأغنية
كتب الصحفي والكاتب المصري مصطفى أمين في سنة 1956: "كان عـبد الحليم حافـظ يتعشى عـندي ومعه كمال الطويل، وبعد العشاء جلسنا في غـرفة المكـتـب، نتحـدّث ونتناقـش، وارتفع صوتنا ولاحظت أن كمال الطويل كان وسط هـذه الضوضاء يدق عـلى كتف المقعد بأصابعه وهو يلحن "بتلوموني ليه لو شفتم عينيه حلوين قـد إيه" ولم أر عـبدالحليم مهتماً بلحن اهتمامه بهذا اللحن.
ويتابع مصطفى أمين: «وحدث أن ذهبت لأسمعه يغـني في سينما ريفولي، وجلستُ في الصف الثالث، وتصادف أن جلست بجواري فتاة رائعة الجمال، عيناها واسعتان جذّابتان، فمها دقـيق، وشفتاها غليظة، وقوامها فتّان، وكانت تجلس بجوارها بعض قريباتها، وبدأ يغـني عـبد الحليم أغنية بتلوموني ليه، لو شفتم عينيه، حلوين قد إيه، ولاحظت أن عبد الحليم عـلى المسرح يوجه نظراته وهـو يغني إلى الفتاة التي تجلس إلى جانبي، ثم لاحظتُ أن عينيها تتكلم وترد عـليه، وتناجيه ولم أر في حياتي عينين بكل هذا السحر والجمال، وفهمت أن أغنية» بتلوموني ليه«موجهة في كل كلمة إلى هذه الفتاة».
كان عـبد الحليم يستعد للزواج منها، وفجأة سقطت الفـتاة مريضة، وحار الأطباء في أول الأمر في علاجها، ثم اكتشفوا إنها مصابة بالمرض القاتل وقتها سرطان الدم، وعندما علمت الفتاة بحقيقة مرضها قابلت عبد الحليم وابلغته النبأ، وقالت له إنها تعـفـيه من وعـده لها ولن تتزوجه. الفتاة صاحبة أغنية «بتلوموني ليه» كان اسمها جيهان العلايلى، وتعرف عليها  في الإسكندرية في صيف 1957، وبدأت قصة حب رفضتها أسرتها، وعرف انها كانت متزوجة ومنفصلة عن زوجها ومفاوضات الطلاق دائرة بينهم.
روى الإذاعي والإعلامي وجدي الحكيم عن أغنية «بتلوموني ليه»: "حليم وقع في غرام امرأة متزوجة، لذلك أصر على أن يبقى اسمها مجهولاً، وكانت على درجة كبيرة من الجمال، إلا أنها مرضت فجأة بمرض خطير، حيث اكتشف الأطباء إصابتها بمرض في المخ وهي شابة، ثم ماتت بعد معاناة مع المرض. وحزن حليم وغنى لها "بتلومونى ليه«، بكل جوارحه». كان الكثير من أفلام عبد الحليم مقتبسا من حياته الشخصية وممزوجًا بشخصيته في الفيلم، كأن تجعله أحداث الفيلم مثلًا مريضًا بالقلب لم يبق أمامه سوى أشهر معدودة في الحياة كما في فيلم «حكاية حب»، أو كيف أن أصوله الفقيرة تحول بينه وبين الزواج من ابنة الأسرة الثرية.

## تأثير غناء وتمثيل عبد الحليم
كتب طلعت شناعة في صحيفة الدستور الأردنية في 11 ديسمبر 2019: "أذكر أكثر من مرة بكيتُ العندليب في فيلم "حكاية حب" حين غنى للفنانة مريم فخر الدين "بتلوموني ليه"، طبعا كنتُ مراهقا وتخيلتُ فتاتي مثل مريم فخر الدين، شقراء بشعر ناعم مثل الحرير، وفي الفيلم تبلغ المأساة حين يمرض بطل الفيلم ويودّع حبيبته، فانهمرت الدموع في صالة سينما الحمرا بمدينة الزرقاء حيث كان يُعرض الفيلم، وكتب علي سعادة في الصحيفة اليومية الالكترونية "عربي 21": "لعبت الناحية التأثيرية والتعبيرية والذوبان في الكلمة واللحن في وصول أغنيات حليم إلى جمهور عريض في الوطن العربي، كان التأثير في نظراته إلى وجه مريم فخر الدين وهو يغلق جفنيه نصف إغلاق كانت توحي بأنه على وشك أن يغلقهما ليغيب عن الدنيا، وقال الممثل المصري هانى رمزى: "أول مرة وقفت فيها أمام كاميرا السينما كانت مع الفنانة مريم فخرالدين، في فيلم "فخ الجواسيس"، وعندما رأيتها لم أعرفها منذ الوهلة الأولى ولم أنتبه لوجودها، لأنها كانت ترتدى نظارة وإيشارب، ولكنى عرفتها بمجرد أن بدأت تتكلم مع المخرج أشرف فهمى، وكانت بسيطة جدًا ولا تلفت الأنظار نحوها، ووقتها كنت طالبًا في سنة أولى بالمعهد، وكنت سعيدًا جدًا ولا أصدق أننى سأشارك بالتمثيل أمامها، فكان من أحلامى أن أراها لأنها بالنسبة لى كانت ملاك السينما المصرية، وكنت عندما أسمع جملة عبد الحليم حافظ "الشعر الحرير على الخدود يهفهف" في أغنية "بتلومونى ليه"، أتذكر على الفور مريم فخر الدين.

## نسخ مختلفة لأغنية بتلوموني ليه
غنى الأغنية كثير من المغنيين مثل: خالد سليم الذي أطلقها على مواقع التواصل الاجتماعي، وغناها عماد عبد الحليم في مسلسل «العندليب الأسمر» عن قصة حياة عبد الحليم حافظ، وايضا اللبناني «وائل جسار»، وقدمت الأغنية على المسارح المختلفة فرقة أوبرا الإسكندرية للموسيقى والغناء العربى بقيادة المايسترو عبد الحميد عبد الغفار. قدم هاني شاكر الأغنية ولاقت نجاحاً من الجمهور، كما قدمها من قبله محمد ثروت.
استضاف برنامج «بيت العيلة» الذي تقدمه الإعلامية نجوى إبراهيم على شاشة تلفزيون النهار «عشماوي»، القائم سابقًا على تنفيذ احكام الإعدام، الذي قام بغناء أغنية عبد الحليم حافظ «بتلوموني ليه».
أصدر مغني الأغاني الشعبية «أحمد عدوية» أغاني ومواويل تحاكي أغاني عبد الحليم حافظ، فقد قام بتقديم موال «بتلوموني ليه .. على ايه بتلومني»، ونشأت بينه وبين عبد الحليم علاقة طيبة، حيث كتبت صحيفة اليوم السابع في 20 مارس 2017: «تحدث عدوية عن الصورة الكبيرة التي تجمعه مع عبد الحليم ومعلقة في ردهة المنزل بشكل لافت، صورة قال عنها عدوية وهو يستعيد الذكريات:» كنت شغال في الأريزونا، وسمعني حليم وكان معه الصحفي عصام بصيلة وعبد الرحمن خوجة اللبناني، وكان ذلك سنة 1970، كنت أغني كل الأغنيات المشهورة لى «السح ادح امبو» و«سلامتها أم حسن» و«ياليل يا باشا» و«لاموني»، بعد ما انتهيت من الغناء، سألنى حليم «ماذا تعنى كركشنجى يا أبو حميد؟» فجاوبته «يا أستاذ حليم..كركشنجى هو الجزار اللى دبح كبشه يا محلا مرقة لحم كبشه أي» الشوربة«، فرد على» إنت فتحت نفسي للأكل.

## كلمات الأغنية
بتلوموني ليه .. بتلوموني ليه
لو شفتم عينيه .. حلوين قد إيه
ح تقولوا إنشغالي وسهد الليالي
مش كتير عليه... ليه بتلوموني
أسير الحبايب يا قلبي يا دايب
في موجة عبير من الشعر الحرير
ع الخدود يهفهف ويرجع يطير
والناس بيلوموني وأعمل إيه يا قلبي
عايزين يحرموني منه ليه يا قلبي
من يوم حبه ما لمس قلبي
فتح الباب للشوق يلعب بي
وهو حبيبي وهو نصيبي
وهو النور لعينيه وقلبي
وهو شبابي وهو صحابي
وهو قرايبي وكل حبايبي
والناس بيلوموني وأعمل إيه يا قلبي
عايزين يحرموني منه ليه يا قلبي

## وصلات خارجية
https://www.youtube.com/watch?v=uhQ0iP9JVwA بتلوموني ليه (أغنية)
https://www.youtube.com/watch?v=jyhIr_xacJk بتلوموني ليه (أغنية)
https://www.youtube.com/watch?v=1ZYtIVG_Hug بتلوموني ليه (أغنية)
https://www.youtube.com/watch?v=umn9XJONqNk بتلوموني ليه (أغنية)